# Trayvon Bromell
Trayvon Jaquez Bromell (San Petersburgo, 10 de julio de 1995) es un deportista estadounidense que compite en atletismo, especialista en las carreras de velocidad.
Ganó dos medallas de bronce en el Campeonato Mundial de Atletismo, en los años 2015 y 2022, y una medalla de oro en el Campeonato Mundial de Atletismo en Pista Cubierta de 2016.
Participó en dos Juegos Olímpicos de Verano, en los años 2016 y 2020, ocupando el octavo lugar en Río de Janeiro 2016, en la prueba de 100 m.

## Palmarés internacional
| Campeonato Mundial                   | Campeonato Mundial        | Campeonato Mundial | Campeonato Mundial |
| Año                                  | Lugar                     | Medalla            | Prueba             |
| ------------------------------------ | ------------------------- | ------------------ | ------------------ |
| 2015                                 | Pekín (China)             | Medalla de bronce  | 100 m              |
| 2022                                 | Eugene (Estados Unidos)   | Medalla de bronce  | 100 m              |
| Campeonato Mundial en Pista Cubierta |                           |                    |                    |
| Año                                  | Lugar                     | Medalla            | Prueba             |
| 2016                                 | Portland (Estados Unidos) | Medalla de oro     | 60 m               |